# Paltoloma paleata
Paltoloma paleata är en fjärilsart som beskrevs av Ghesquière 1940. Paltoloma paleata ingår i släktet Paltoloma och familjen stävmalar. Inga underarter finns listade i Catalogue of Life.